# 東京ファンタジー学園勇者科 月彩のノエル
『東京ファンタジー学園勇者科 月彩のノエル』（とうきょうファンタジーがくえんゆうしゃか つきいろのノエル）は、介錯による日本のファンタジー漫画作品。『月刊少年ガンガン』（スクウェア・エニックス刊）にて2008年6月号から2009年9月号まで連載された。

## あらすじ
高いビルが立ち並び、車や電車が走る現代の『東京』。かつて剣と魔法（イデア）によって守られていた世界は魔王の絶滅と文明の発達によって大きく変わり、世界を救った『勇者』は国に認められた職業ではあるものの、古くさい存在として失笑されるようになっていた。
TVやアニメを見て勇者に憧れるようになった少年、神楽勇人は田舎から東京に上京し、勇者や魔法使いを育てる専門学校『東京ファンタジー学園』に入学する。だがそこで厳しい現実を知り、夢を諦めかけていた。そんなある日、彼は黒い服を着た少女に剣を刺される夢を見る。目を覚ました勇人は学園へ急ぐが、その途中、夢で見た少女・ノエルとぶつかり、自分の剣と彼女が持っていた剣を間違えて持ってきてしまう。怪しい男達に追われていた少女を見つけた勇人は剣を返そうと少女を追いかける。それが彼の運命を大きく変える事になるとは知らずに……。

## 登場人物
神楽 勇人（かぐら ゆうと）
主人公。東京ファンタジー学園勇者科に通う少年。子供の頃にTVで見た勇者に憧れて剣を振るい（妹を襲ったモンスターを打ちのめしている）、ついには上京してファンタジー学園に入学した。しかし勇者が軽蔑されている現実を知り打ちのめされていたが、ノエルと出会い、彼女に振り回される日々の中で変わっていく。
現実を知りながら、それでも夢を諦めない強い心の持ち主。困っている人を見過ごせない優しい性格だが、思慮が浅く騙されやすい一面もある。
ノエルの持っていた黒剣（カイーナ）に選ばれた事で、彼女から「私を殺す勇者」として慕われる。勇人もノエルには好意を持っており、彼女の為に勇者になろうとする。しかしノエルの正体は知らず、ストーカーの家出少女だと思っている。得意技はエクスカイソード、トルネードエクスカイソード。
2年後、聖剣マコノムを駆る「聖騎士」として『魔王』ノエルを殺すべく進撃するが、最終的にノエルを「魔王で無くす」為に勇者の地位を捨て、ノエルと共に人間界を去る決断を下す。その後ノエルとの間に娘をもうけ、娘がギルガメ荘に引っ越してくるシーンで物語は終結した。
ノエル
赤い瞳と桃色の髪、胸に一輪の薔薇を飾る黒い服を纏った絶世の美少女。凄まじい魔力を秘めた黒剣（こくけん）を持ち、頭には小さな王冠を付けている。
人間に化けたモンスターに襲われていたところを勇人に助けられ、黒剣に選ばれた彼を「私の勇者様」と呼んで慕うようになる。勇者になった勇人に殺してもらう事を夢見ており、彼が住む学園寮ギルガメ荘に強引に住み着いてしまう。
世間一般の常識を全く知らず、人を倒してお金を奪ったり、住人を倒して部屋を奪ったりと非常識な行動ばかりするトラブルメーカー（本人にその自覚はまったく無い）。しかし勇人への思いは本物で、自分の望んだ運命を切り開こうとするその強さに勇人も惹かれるようになる。
その正体は、絶滅したと思われていた魔王であり、世界の為に死ぬことしかできない自分の運命を切り開くために魔王の塔から家出していた。
勇人がマコノムの使い手に選ばれた翌日、勇人達のいる世界を守るために「魔王として死ぬ」決意を固め、新たな魔王となる。実はヒムロ・レイドと先代の魔王との間に生まれた娘である。
伝説（レジェンド）
勇人が黒剣を使った時に出て来た魔人。圧倒的な強さと、主である勇人を思う純情さ、寮長を魅了するダンディズムを持ち合わせる漢。ノエルの保護者という事になっている。その正体は後述のカイーナが着ぐるみを被った姿で、正体を表して以降は、カイーナが着ぐるみをクリーニングに出してしまったため、登場しない。
魔剣カイーナ
レジェンドの着ぐるみの中にいた魔剣の本体の少女。非常にヒステリーだが、ノエルの前では猫をかぶっている。ノエルから愛されている勇人を憎らしくも思っているが、一方でその根性を認めており、ノエルにふさわしい「ダラム」（魔界での「勇者」の呼び名）とするべくドS的な修業を課している。
魔王を守護する四大魔神の一人であり、カイーナを含む四つの武具を装備することにより、ノエルは混沌（カオティック）の力を取り戻すはずであった。
最終決戦では勇人の「ノエルを幸せにしたい」という思いに応える形で勇人に全ての力を与え、ノエルの鎧を破壊した。
鳳凰 法子（ほうおう のりこ）
東京ファンタジー学園に通う勇人の同級生。聖剣ラキアを代々受け継ぐ聖剣使いの末裔であり、幼いころから厳しい修行を課されていた。勇者としての使命感はあるのだが、家に伝わる「聖なる鎧」（いわゆるビキニアーマー）を着て戦うことだけは嫌がっており、早く魔王を倒して脱ぎたいと思っている。重力操作能力を使った空中戦を得意とする。
カイーナのしごきを受ける勇人を「魔剣に魅入られて堕落した」と勘違い(?)し、ラキアの命令で討とうとしていたが、「聖なる鎧」のせいであらぬ誤解を受け二度にわたり失敗する。
最終決戦ではラキアを駆る「魔法剣士」として参戦し、「聖なる鎧」も立派に着こなすようになった。
風間 士郎（かざま しろう）
勇人の親友（悪友）。東京ファンタジー学園に通ってはいるが、授業にはあまり熱心ではなく、冷めた言動が目立つ。シーフを目指しており、鍵の開け閉めに長けている。可愛い女の子好きでイタズラ好き。同級生に「風間印のやくそう」を売ろうとして警察に追われた際、とっさにカイーナを握ったことにより、シロイヌの呪いをかけられ犬になってしまった。
最終決戦では忍者として参戦し、かつて盗んできた「魔界の宝玉」を使って魔王の塔の扉を開けた。
御堂 エイジ（みどう エイジ）
学園の秀才で、勇人の事実上のライバル。エリートゆえ当初は勇人を見下していたが、競ったりパーティ内で協力しているうちに勇人を認めつつある。ノエルの事が好きで、勇者候補として非常に優れた能力を持っているが、存在感は薄く、ノエルからは覚えて貰えていなかった。実は東京魔法大学の入試に受かっていたが、勇者にふさわしいと見込んだ勇人を追う形であえて東京ファンタジー学園に入っていた。
最終決戦では、「侍武士団」として聖剣使いのサポートに回った。
伴 朗度（ばん ろうど）
勇人と風間の先輩。ギルガメ荘に住む生徒達のリーダー格。組織に属さない「自由騎士」を名乗っており、『戦』という字が書かれた肩当てをしている。そこそこ強いと言われていたが、カイーナを装備したノエルには終始押されていた。
最終決戦では聖剣シャマインの使い手として参戦した。
出井（いでい）
勇人と風間の先輩。ギルガメ荘に住んでいる。外見は女性のエルフだが、実は男性。伴と付き合っているという噂がある。回復魔法の使い手。
寮長
ギルガメ荘の寮長。タバコとエプロンが似合う美人だが、寮の規則には厳しく、女人禁制のギルガメ荘にノエルを連れ込んだ（と思った）勇人を追い出そうとした。しかしノエルの保護者という事になった伝説（レジェンド）に一目惚れして、特別に住む事を許した。
アラキ・ヤマト
ヒムロ・レイトと人気を二分する現代の勇者（シャーユー）で、聖剣マティを操る聖剣使い。ヒムロとは異なり直接魔王と戦ってはいないが、魔物の討伐で大活躍する傍ら、その立場を利用した芸能活動を盛んに行っている。軽い言動・行動などから、ヒムロ・レイトに憧れを抱いている勇人も当初毛嫌いしていたが、街中で偶然出会った事でミーハー心からあっさりアラキに乗り換えた。ただし、マティに認められていることからも分かる通り、勇者としての力量や信念は決して偽りではない。得意技はマティの固有能力を利用した高速の剣技フリーダム・バーストで、複数の敵をロックオンできる。
「一人を守りたい尊き心を持ち、それを増して皆を守るのもまた勇者である」というモットーを勇人に語っており、この言葉が勇人の最後の決断を後押しすることになる。
最終決戦では「アイドル勇者」としての立場を活かし、プロパガンダとしての任を受けている。
ヒムロ・レイト
勇人が憧れる勇者。かつて聖剣シェハキムを駆り、自らの命と引き換えに魔王を倒した人物。彼の闘いを最後に魔王が生まれなくなったため、「最後の勇者」と呼ばれている。得意技はエクスカイソード。
人間界では死んだことになっていたが、実は当時の魔王と駆け落ちして人間界を去り、魔王との間に新たな魔王を生み落とした張本人、すなわちノエルの父親であることが発覚した。真相を知るマコノムからは「裏切り者」と罵られている。
最終決戦において突如勇人達の前に現れ、ノエルの出生の秘密を明かすとともに、勇人に「ノエルを魔王で無くす方法」を伝授した。

### 聖剣七姉妹
聖なる人格を宿した七本の剣で、魔王の魂を砕くことのできる唯一の武器。仮の姿として人間の形をとることが出来、その状態で現世に暮らしながら、自らの使い手にふさわしい魂の持ち主を探し、契約する。勇者を名乗るには聖剣使いであることが必要であり、聖剣との契約を果たした者は「正式な勇者候補」として扱われる。「七姉妹」と呼ばれているが実際には性別は無く、男性の多い聖剣使いの望んだ姿を取っているうちに女性の姿を取るようになっただけである。
天上 カオル/聖剣マコノム（てんじょう カオル）
学園の授業で勇人とパーティを組む同級生。その正体は魔王を打ち倒す聖剣マコノムであり、七姉妹の四女。ノエルとの対比からか勇人の事を「ボクの勇者様」と言っている。もともと中性的な容姿をしていて、パーティ内ではカオル君と呼ばれており、勇人やエイジからも男性と思われていたが、装着していたのも女性用鎧で元々女性だった。契約後は聖剣の伝統に習い女性として振舞い始め、ノエルに当てつけるように勇人に手作り弁当を持ってくるなど、恋人のように接している。単純な契約者としてだけではなく、学園入学当時から勇人の事が気になっていた模様。
聖剣としての能力は「自身及び周りの回復」。
聖剣ラキア
「聖なる鎧」と共に代々鳳凰家に伝わる聖剣で、七姉妹の六女。通称「天空のラキア」。法子という女性のパートナーを持ちながら、女性の姿で居続けている稀有な存在で、法子に対して「契約者以上の何か」を望んでいる節があるとのこと。聖剣の能力は「重力操作」で、主に飛行に使われている。
聖剣マティ
アラキ・ヤマトのタレント業のジャーマネ。通称「時空のマティ」。浅黒い肌で巨乳、常に無表情でクールだが、アラキの業界用語をウザいとしながらも逐一通訳してくれる。その正体は魔王を倒すための聖剣であり、七姉妹の三女。剣そのものの力はカイーナよりも弱い。聖剣としての能力は「時間を操る能力」（二巻カバー裏）もしくは「自身の超高速化」（三巻巻末）であり、アラキの必殺技であるフリーダム・バーストはこの能力を使った高速攻撃である。
聖剣ゼブル
聖剣のまとめ役で、七姉妹の二女。聖剣としての能力は「サトリ」。
聖剣アラボト
聖剣とその使い手共に顔を隠した巨大な聖剣。七姉妹の長女（?）。聖剣としての能力は「無限の防御力」。
聖剣シェハキム
七姉妹の五女。かつてヒムロが使っていた聖剣。聖剣としての能力は「確率変化」。
聖剣シャマイン
七姉妹の末っ子。聖剣としての能力は「ブレス（祝福）」と「バーサーク（筋力増強）」。
経緯は不明だが最終決戦で伴が使っている。

## 用語
アンティキティラの歯車
東京上空にある「神託の宝具」。魔王が出現し魔界の力が増すと回転する歯車であり、休みなく72回転すると魔界もろとも世界が滅亡する。聖剣たちはこの歯車によって世界の命運を監視しており、七姉妹の居住スペースも兼ねている。
ノエルが勇人の下を去ってから2年後、ノエルが魔王を継いだことによって魔界が力を取り戻し、歯車が55回転進む危機的状況に陥った。イデアを捨て平和ボケしていた人類は魔物の侵略に為すすべも無く蹂躙され、かろうじて残った勇人率いる聖剣使いたちとその仲間が絶望的な戦いを強いられることとなった。
イデア
この世界での『魔法』や『魔力』の呼称。ノエルの剣には強大なイデアが秘められており、勇人の風の魔法を大魔法級の威力にした。
ギルガメ荘
東京ファンタジー学園の生徒の専用寮。外観は洋館風で壁は薄い。勇人と風間はここに住んでいる。女人禁制だが、ノエルは特別に許してもらった。
東京
物語の舞台となる都市。異世界とつながりやすい立地条件にあるために聖剣七姉妹の活動拠点になっているものの、基本的には現実世界の日本と同じような発展を遂げている。東京ファンタジー学園の生徒のような特殊な例を除き、機械文明の発展に従って住民は肉体とイデアを鍛える事をすっかり捨ててしまっている。
東京ファンタジー学園
『東京幻想学園』とも書く。 勇者や魔法使い、剣士やプリーストなどを育成する為の専門学校。就職率95％を謳い、TVCMも流しているが（勇人はこのCMを見て入学を決めた）、実際には就職先はコンビニやファーストフード店ばかりらしい。世間からの風当たりはあまり良くなく、生徒達もやる気の無い者が少なくない。
東京魔法大学
魔法を研究する最高学府。東京ファンタジー学園と異なりエリートの集まりで、国家機関の「魔法省」に優秀な人材を送り続けている。
魔王
魔物たちの頂点に立つ者。世界を崩壊させるほどの強大なイデアを持って生まれ、それ故に「処刑者」たる勇者によって殺されなければならないという運命を持つ。ヒムロの活躍によってその血筋は絶えたと考えられており、このことでヒムロは「最後の勇者」と称される。配下の魔王軍はこの運命を打ち破る為に聖剣使いと戦い続けている。
その性質上未婚でなければならず、人間の異性と結ばれることで「魔王で無くなる」ことができるが、その人間との間に子どもをもうけた場合、新たな魔王として生まれてきてしまう。